# اسپنسر ردفورد
اسپنسر ردفورد (انگلیسی: Spencer Redford؛ زادهٔ ۱۰ اوت ۱۹۸۳) یک هنرپیشه اهل ایالات متحده آمریکا است.
او در فیلم بوسه شانگهای بازی کرده‌است.